# Anlagen vom Niedźwiedź-Typ
Die Anlagen vom Niedźwiedź-Typ (NTT) in Südpolen sind Langhügel in Erde-Holzkonstruktion, die etwa um 3500 v. Chr., früher als die steingefassten kammerlosen Hünenbetten in Mitteldeutschland und Nordpolen, von den Trägern der Trichterbecherkultur (TBK) errichtet wurden. Um die Erdhügel zu stabilisieren, wurden lange Pfostenreihen (Palisaden) in Fundamentgräben gerammt oder Flechtwerkwände errichtet. Einige dieser Hügel hatten solide Wände aus Spaltbohlen. Das Fehlen von Megalithen ist wie in Ostengland ressourcenbedingt bzw. als protomegalithische Vorform zu erklären. Die besonders zu dieser Zeit übliche Palisade im Kontext mit dem Kultplatz zeigt, dass Palisaden, die üblicherweise mit fortifikatorischen Eigenschaften verknüpft werden, hier eine Temenos-Funktion besaßen, die im Weiteren auch auf Einfassungen aus anderen Materialien, etwa aus Stein (Randsteine, Steinkreise etc.) zu übertragen ist.

## Trichterbecherkultur gesamt
Seweryn Rzepecki listet alle Fundplätze (ggf. mehrerer) kammerloser Anlagen der Trichterbecherkultur (TBK) auf, unabhängig davon ob sie eine megalithische Einfassung haben/hatten oder nicht – wobei er die NTTs einzeln erfasst.
- 13 in Tschechien (davon 1 Anlage vom Niedźwiedź-Typ – NTT)
- 45 in Dänemark (davon 10 NTTs – 9 auf Jütland; eine auf Fünen)
- 161 in Deutschland (davon 159 NTTs – alle im Elbe-Saale Gebiet)
- 144 in Polen (davon 9 NTTs – 2 in Pommern, 2 in Kujavien und 5 an der oberen Weichsel)
- 1 in Schweden (Schonen – keine NTT)

## Name und Einordnung
Für die unmegalithischen Anlagen der TBK postuliert S. Rzepecki in Anlehnung an britische Klassifikationen die Einbeziehung in den Bereich der Megalithanlagen. Magdalena Midgley hat beispielsweise belegt, dass es eine direkte Verbindung der Tradition der so genannten „unchambered Longbarrows“ Ostenglands mit den Megalithanlagen gab. Eine Zusammenfassung des Forschungsstandes erfolgte in einem Vortrag von Chr. Tilley (1996).
Bislang gebrauchte Begriffe wie „eingeschränkte Megalithen“ (Jażdżewski 1970: 21), „Quasimegalithen“ (Kośko 2006) oder „Megaxylons“ (Tunia 2006) hält Rzepecki für unbrauchbar. Es ist seiner Meinung nach, angesichts der Analogie zu den kujavischen Anlagen, ebenso unmöglich die NTTs als „Holzgräber“ zu definieren (Rzepecki 2004: 124). Das Phänomen hat eine europäische Dimension und ist viel weiter verbreitet als der Bereich der TBK.

## Beschreibung
Die neun polnischen Anlagen entstanden überwiegend in der Südostgruppe der TBK, (Lublin-Sławinek, Niedźwiedź, Pawłow, Słonowiece und Zagaje Stradowskie) entlang der oberen Weichsel und in Kujawien und Pommern (Inowrocław, Jastrzębiec, Podgaj und Renice). Die Anlagen sind gestreckt rechteckig mit stark gerundeten Ecken oder entweder streng trapezoid oder trapezoid mit gerundeten Ecken am schmalen Ende, der oft 40 bis 50 m langen Hügel. Die Trapezform erinnert an die Häuser vom Brześć-Kujawski-Typ der Lengyel-Kultur, die der TRB regional vorausging.
Die gebräuchlichste Konstruktion innerhalb des Grabhügels war eine kastenförmige rechteckige Kammer aus Steinen und Holz, innerhalb derer Einzelbestattungen gefunden wurden. Wegen der ungünstigen Bodenbedingungen wurden jedoch nur etwas mehr als 20 % Belege für Beisetzungen gefunden, und nur in 16 % der NTTs waren Skelettteile erhalten. Beisetzungen erfolgten in Gruben oder oberirdisch. Die Toten waren ausgestreckt beerdigt worden, manche offenbar in Holzsärgen. Die Grabbeigaben waren bescheiden. Verzierte Gefäße, Eberhauer und gelegentlich Feuersteinwerkzeuge. Die einzigen Perlen kamen in Form von Bernstein-Halsketten vor. Wenn an den Skeletten Knochen fehlten, erklärt man das damit, dass die Kammern bis zur vollständigen Exkarnation offen blieben. Aschereste in den Ritualbauten verweisen auf Rituale.

## Zeitstellung
S. Rzepecki schlägt ein Zeitmodell für die Nutzung der steinkammerlosen architektonischen Formen vor:
- A – NTTs, ab 4400/3350 bis 2900 v. Chr.,
- B – Anlagen vom Typ Konens Høj (Barkjaer und Sarnowo mit Holz- und/oder Randsteineinfassungen) ab 4200 bis 2900 v. Chr.,
- C – Hünenbett ohne Kammer ab 3700/3500 bis 3300/3200 v. Chr.

## Kontext

### Dänemark
Einfassungen aus Holz sind für dänische Erdhügel unter dem Begriff Anlagen vom Typ Konens Høj (Frauenhügel – benannt nach einem Fundort – schwed. Långhögar) bekannt. Es gibt, wie in Stengade auf Langeland und Ravning Mark in Ostjütland (Dänemark) auch Stein-Holz-Konstruktionen der Wände. In vielen Fällen wurden jedoch die Reste massiver Holzfassaden gefunden. Es gab auch rechteckige Konstruktionen aus Spaltbohlen, die statt mit Erde mit Steinen gefüllt waren. Das Innere der Langhügel war durch Querwände aus Steinen oder Stein-Holz-Konstruktionen in mehrere Abteilungen getrennt. In Barkjaer in Djursland, waren Holzhürden zur Unterteilung errichtet. Die beiden Anlagen in Barkaer sind etwa 85 m lang und 6,5 bzw. 7,5 m breit. Sie waren in 26 Felder von je etwa drei Meter Länge unterteilt. Zur räumlichen Unterteilung kamen noch Holzeinbauten hinzu, ein typisches kultisches Element. Rechteckige Holzbauten, die etwa 3 bis 5,0 m maßen, wurden auch am breiteren Ende in die dreieckigen kujawischen Hünenbetten ohne Kammer eingebaut. In Bygholm Norremark (Dänemark) war ein ovales Gebäude von etwa 12,0 × 6,0 Meter aus Holzpfosten mit einem Grab in der Mitte des Hügels erbaut worden. In kujawischen Gräbern – wie in Sarnowo – war diese Holzkonstruktion über dem Grab errichtet.

### Mitteleuropa
Es gibt Erde-Holzkonstruktionen auch in Böhmen und Deutschland, hier unter dem Begriff Langhügel. In Schleswig-Holstein (Langhügel von Tinnum) sollen mindestens 3.000 überhügelte Grabbauten vorhanden gewesen sein, die größtenteils zerstört sind. Jürgen Hoika zählte im Jahr 1990 noch 207 Langbetten, für die er eine Durchschnittslänge von 40 m ermittelte. Neun von ihnen sind länger als 100 m. Bei Borgdorf Kreis Rendsburg-Eckernförde, wurde ein 199 m langes Langbett ausgegraben, ohne dass der Gesamtbefund zu erfassen war. Die enormen Längen finden Entsprechungen in Einhegungen vom Typ Passy in Frankreich, wo Längen von über 300 m beobachtet wurden.